# مانفرد نرلینگر
مانفرد نرلینگر (آلمانی: Manfred Nerlinger؛ زادهٔ ۲۷ سپتامبر ۱۹۶۰) وزنه‌بردار اهل آلمان بود.